# Kasteel van Sainte-Alvère
Het kasteel van Sainte-Alvère, ook bekend als het  kasteel van Lostanges, staat in de plaats Sainte-Alvère in de gemeente Val de Louyre et Caudeau in het departement Dordogne, in de regio Nouvelle-Aquitaine in Frankrijk.

## Geschiedenis
Als eerste heer wordt genoemd Pierre de Limeuil in 1284. In 1448 belandt het kasteel in de handen van de familie Lostanges, die het in bezit houdt tot aan de Franse Revolutie.
In 1778 wordt het kasteel beschreven als 'omvangrijk, omgeven door mooie grachten, geflankeerd door mooie torens, en omgeven door muren die vroeger als verdediging kunnen zijn gebruikt.'
In 1795 wordt een groot deel van het kasteel afgebroken op bevel van Joseph Lakanal, revolutionair administrateur in de Dordogne.
In 1949 wordt de toren ingeschreven in het register van historische monumenten.

## Beschrijving
Van het kasteel en zijn omwalling zijn nog diverse resten aanwezig.
De hoofdtorenDe hoofdtoren of tour maîtresse is het enige overblijfsel van het eigenlijke kasteel. Het betreft een ronde toren van zo'n 18 meter hoog en een doorsnede van 8,8 meter, bestaande uit vier verdiepingen. Hoewel vaak aangeduid als 'donjon' is het niet de oorspronkelijke toren van het dertiende-eeuwse kasteel, maar een bescheidener toren uit eind vijftiende eeuw, voorzien van schietgaten voor kanonnen.
Het poortgebouwHet poortgebouw of châtelet is een rechthoekige toren van zo'n 15 meter hoog. Via een ophaalbrug bood hij toegang tot het kasteel.
De damestorenDe tour des dames bevindt zich op de noordwesthoek van de omwalling.
De gendarmerietorenGenoemd naar de naburige voormalige gendarmeriekazerne, bevindt deze toren zich aan de noordkant van de omwalling. Net als de tour des dames heeft hij een hoefijzervormige plattegrond.
De noordoosttorenDe noordoosttoren heeft een hoefijzervormige plattegrond die op de punt is afgeplat. Hij heeft een mansardedak dat mogelijk teruggaat tot de 17e eeuw.
De duiventorenDeze kleine toren staat niet ver van de zuidoosthoek van de omwalling en is voorzien van toegangsgaten voor de duiven.

## Galerie

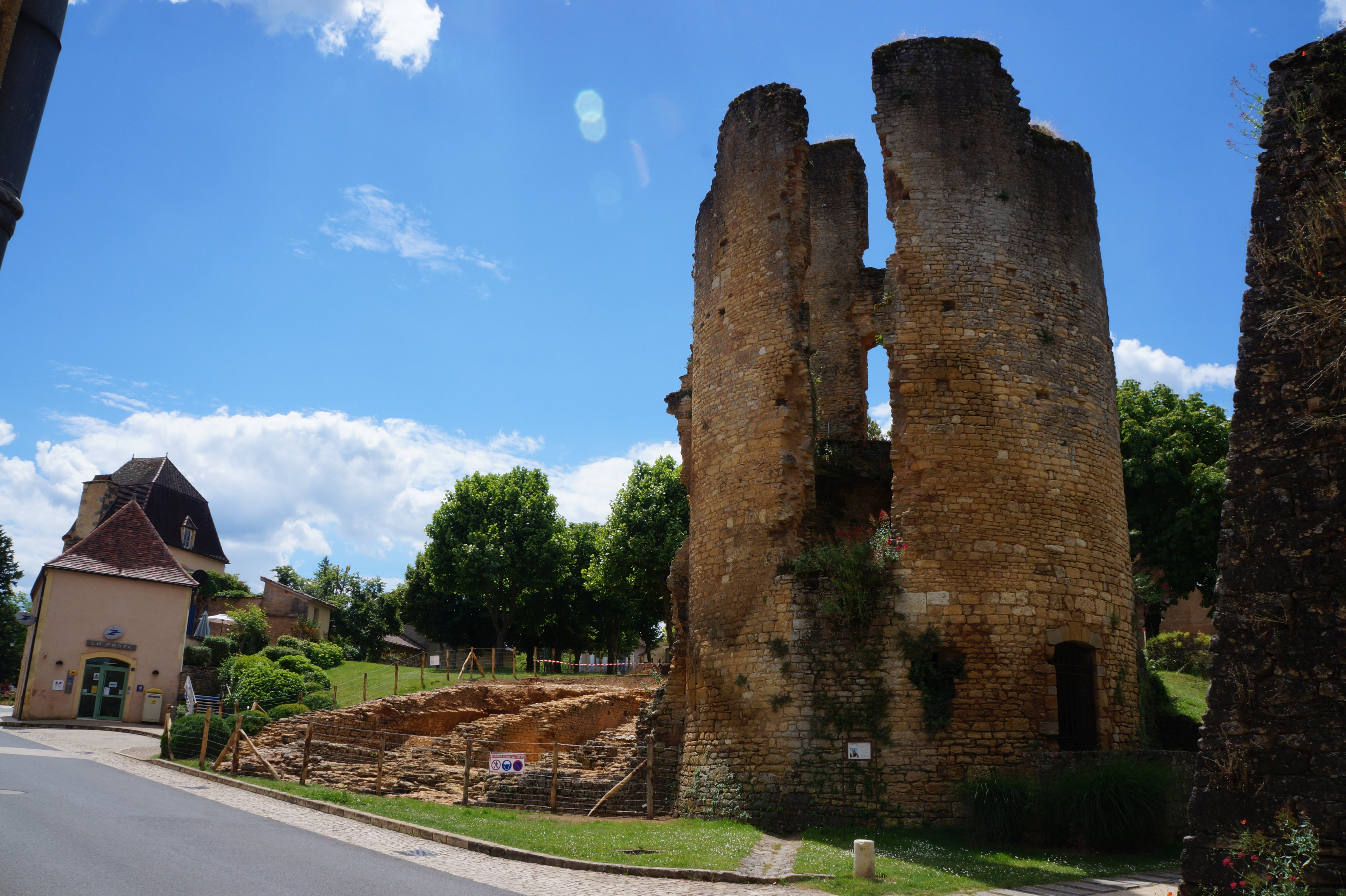
De hoofdtoren.
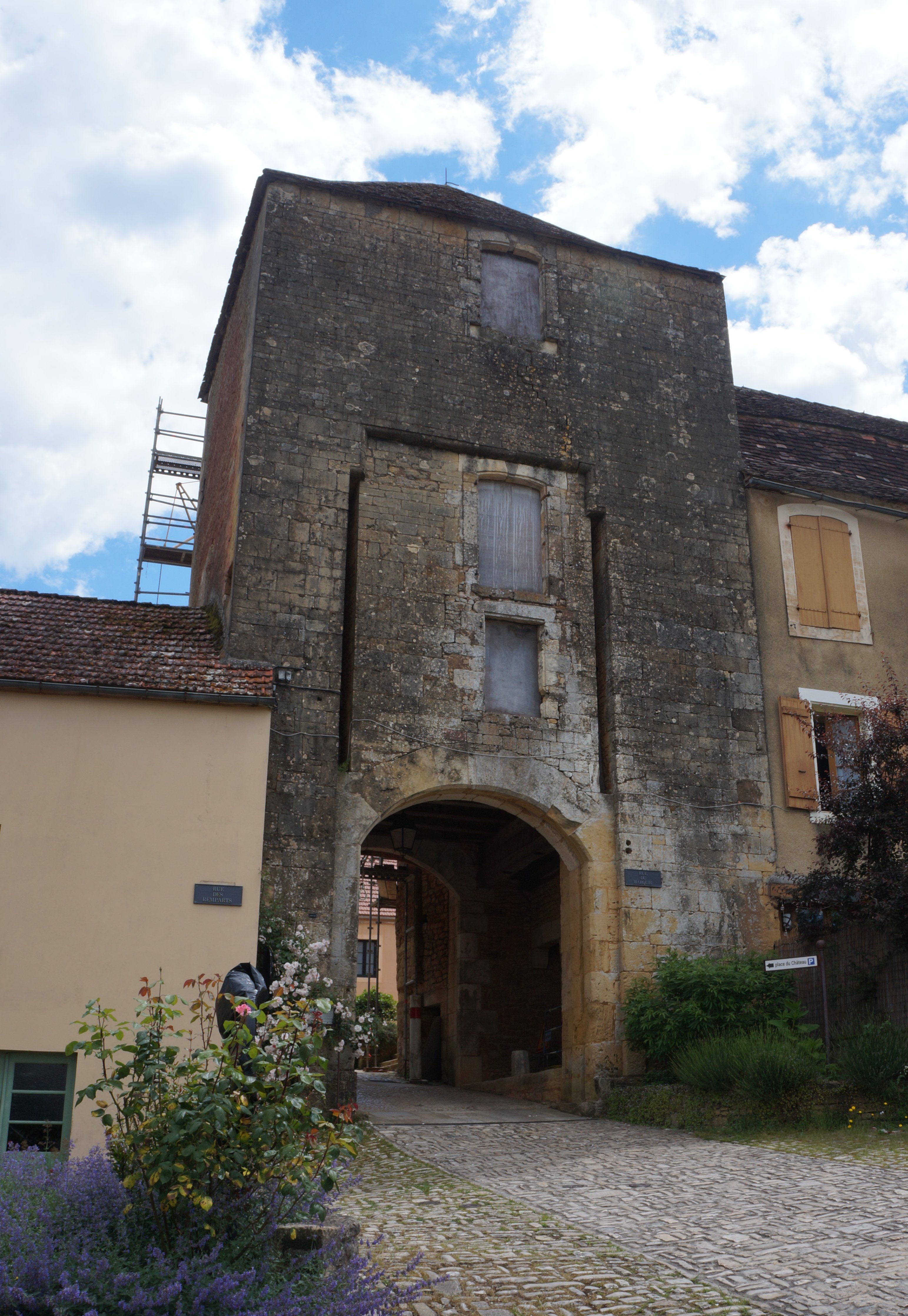
Het poortgebouw.
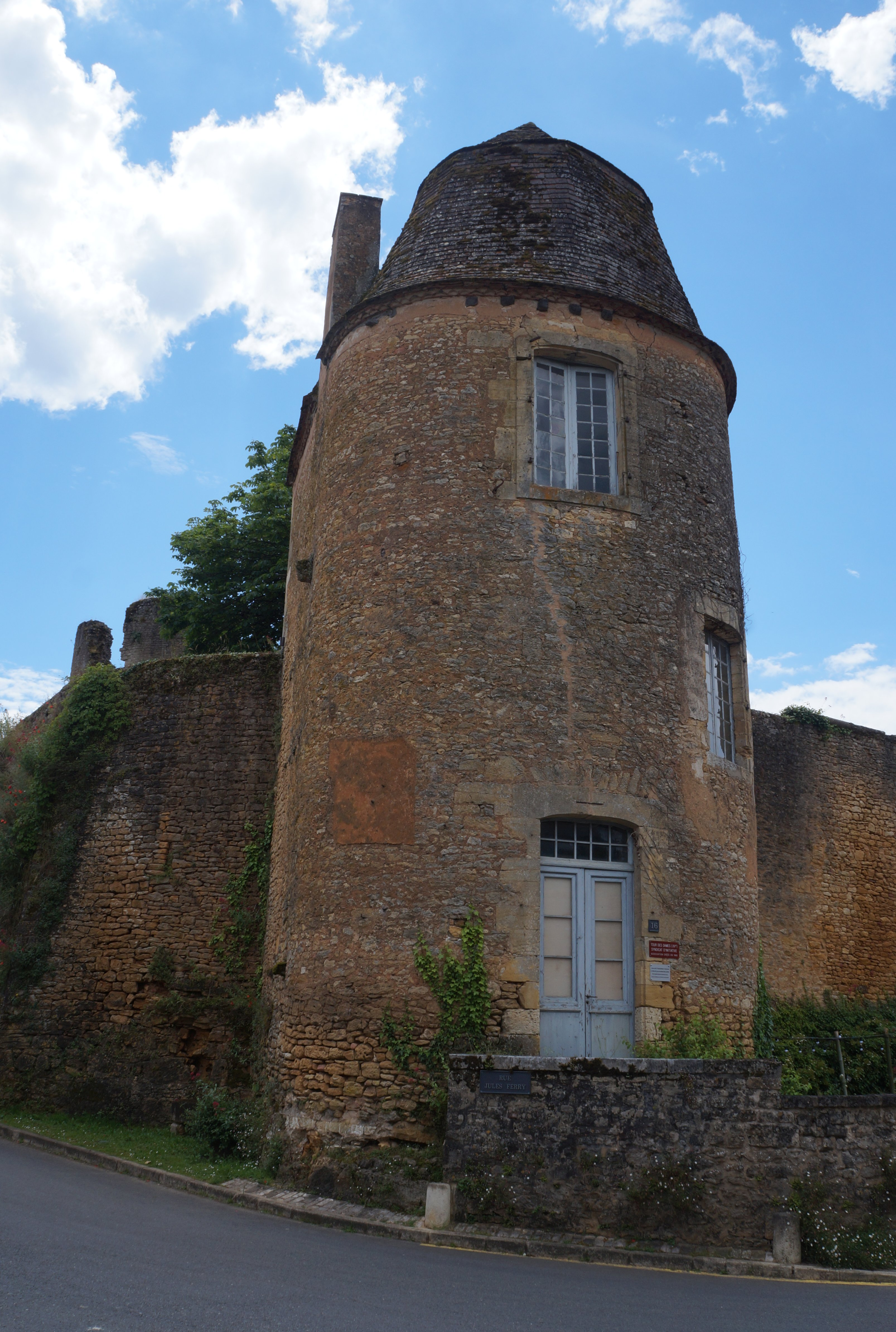
De damestoren.
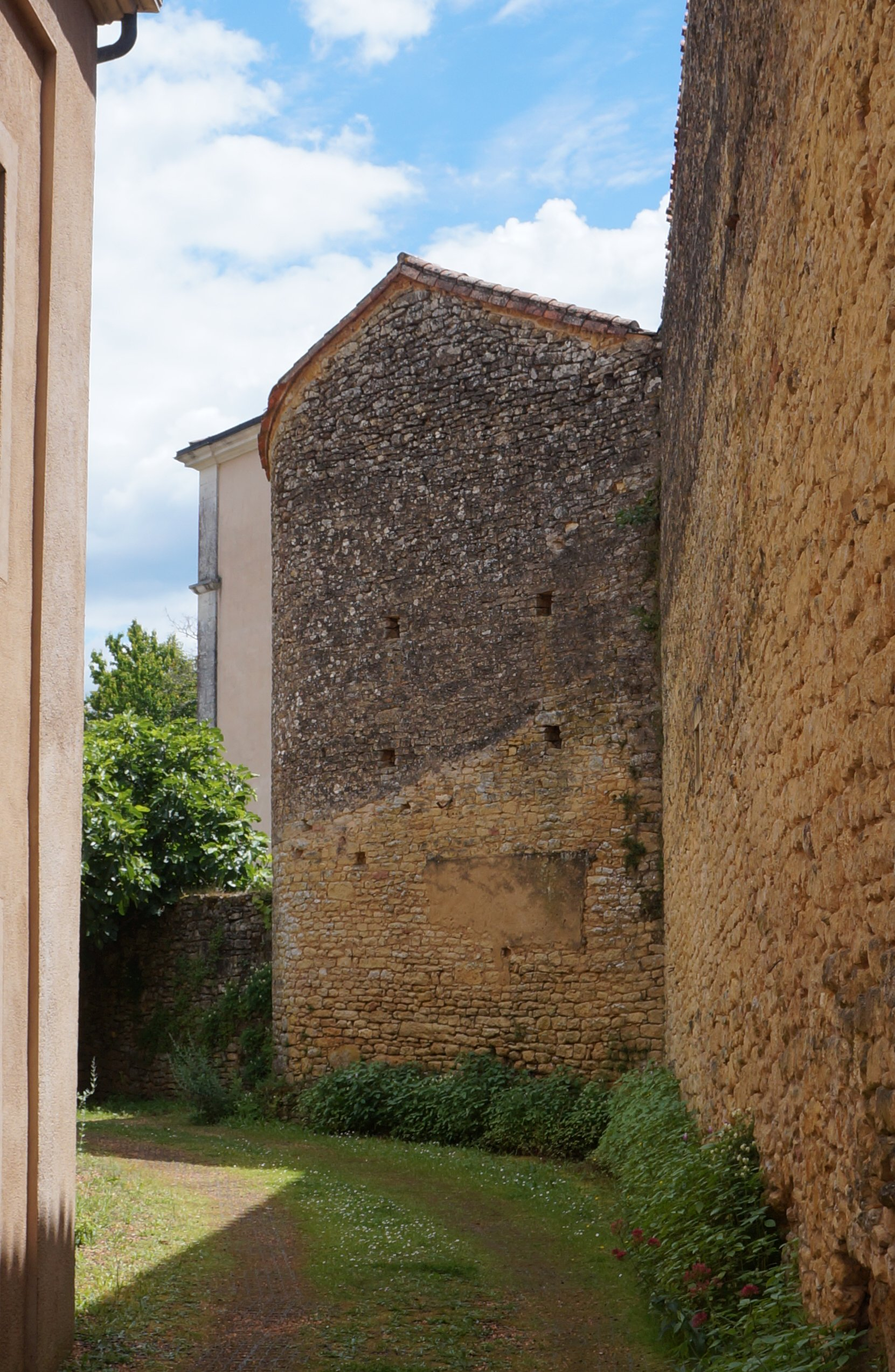
De gendarmerietoren.
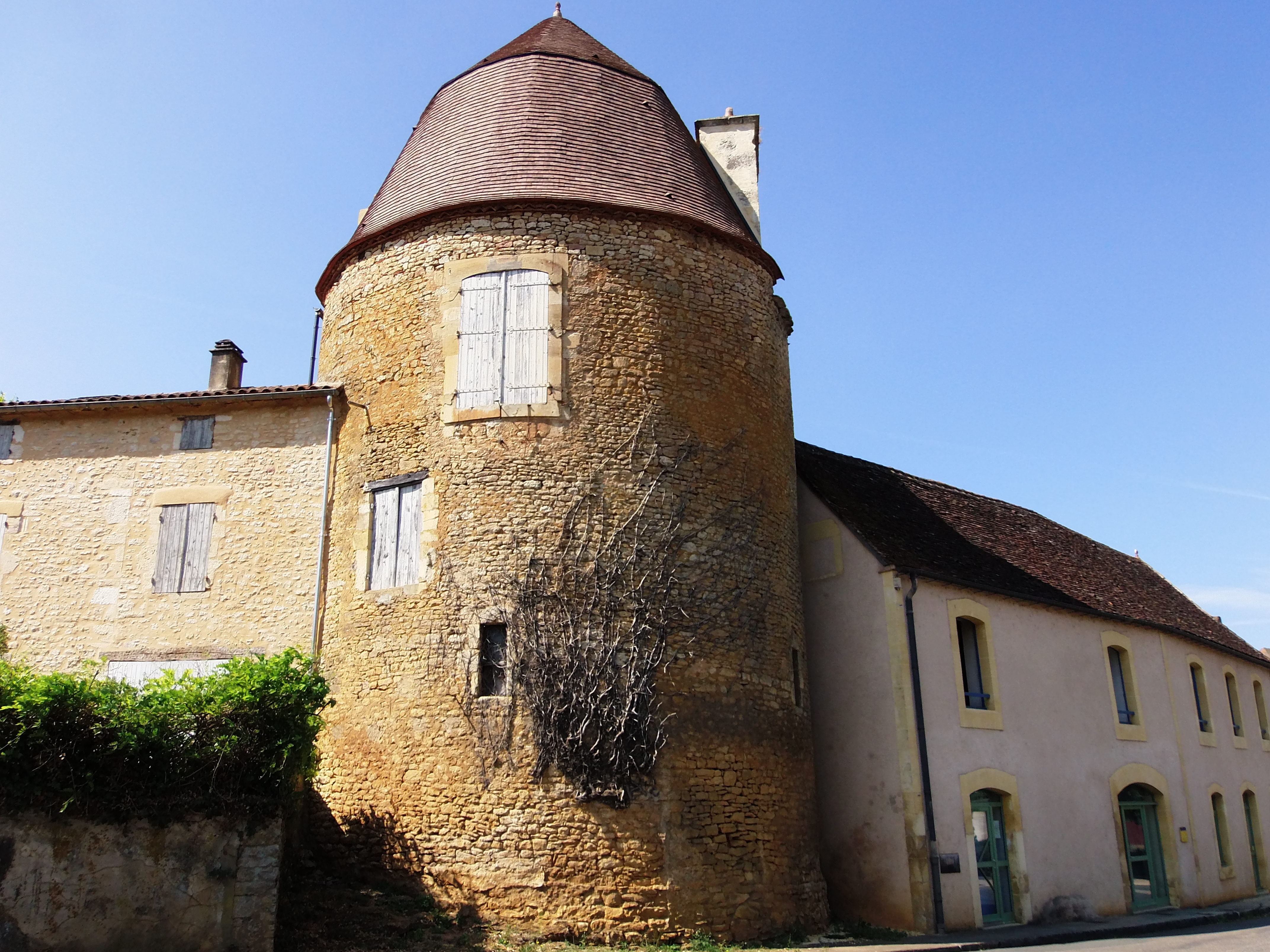
De noord-oosttoren.
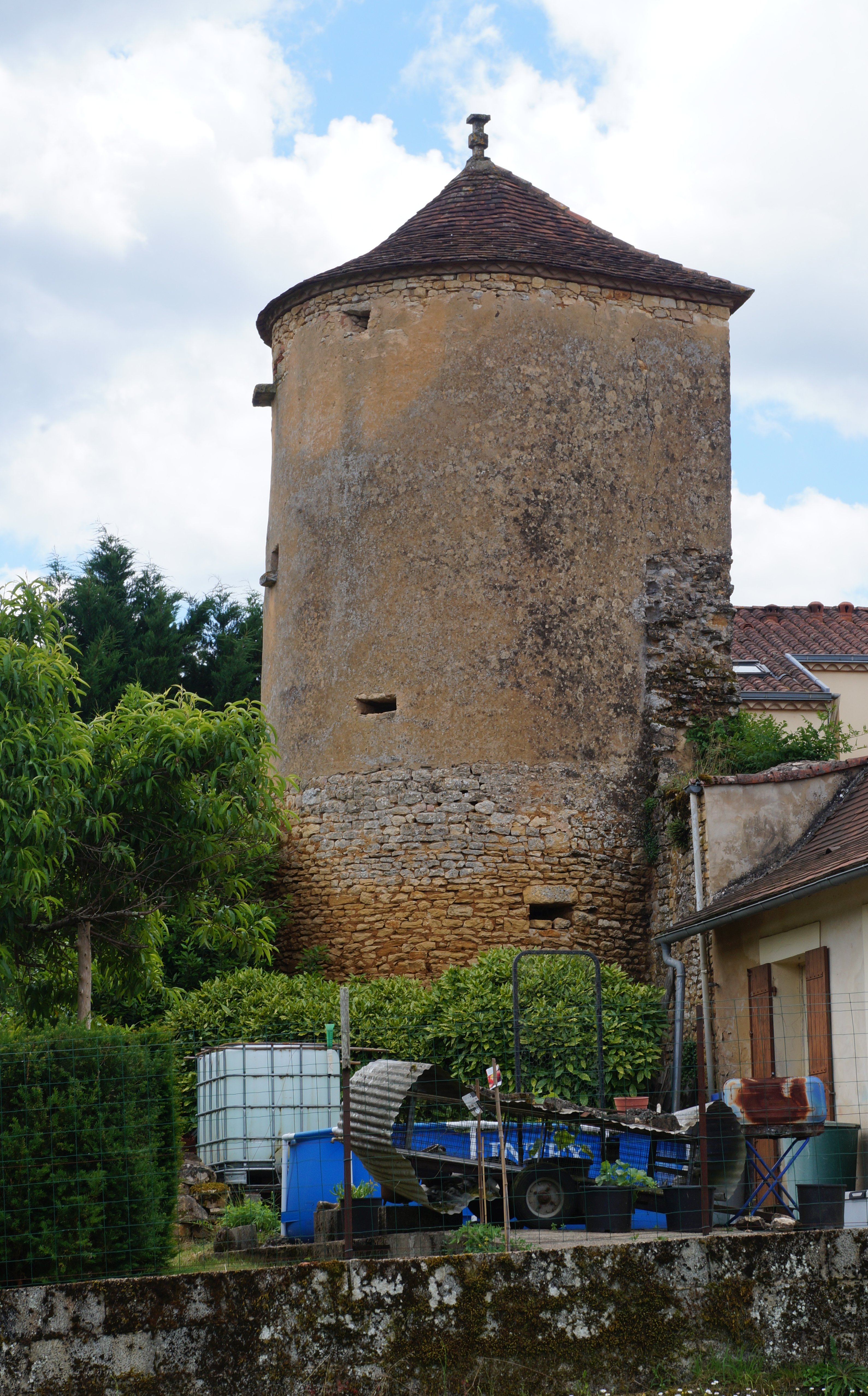
De duiventoren.